# Anton Allemann
Anton Allemann (ur. 6 stycznia 1936 w Solurze, zm. 3 sierpnia 2008 w Klosters) – piłkarz szwajcarski grający na pozycji napastnika. W swojej karierze rozegrał 27 meczów w reprezentacji Szwajcarii i strzelił w nich 9 goli.

## Kariera klubowa
Swoją karierę piłkarską Allemann rozpoczął w klubie BSC Young Boys. W sezonie 1957/1958 zadebiutował w jego barwach w pierwszej lidze szwajcarskiej. W latach 1958–1960 trzykrotnie z rzędu wywalczył z Young Boys tytuł mistrza Szwajcarii. W 1958 roku zdobył też Puchar Szwajcarii.
W 1961 roku Allemann został zawodnikiem włoskiego klubu AC Mantova. Występował nim przez dwa lata, a w 1963 roku przeszedł do PSV Eindhoven. Grał w nim w sezonie 1963/1964.
W 1964 roku Allemann podpisał kontrakt z 1. FC Nürnberg. W Bundeslidze zadebiutował 22 sierpnia 1964 roku w wygranym 2:0 domowym meczu z Borussią Neunkirchen. W klubie z Norymbergi występował przez dwa lata.
W 1966 roku Allemann wrócił do Szwajcarii i został piłkarzem Grasshopper Club Zürich. Dwa lata później przeniósł się do FC La Chaux-de-Fonds, w którym grał w sezonie 1968/1969. Następnie w latach 1969–1972 grał w FC Solothurn, a w latach 1972–1973 – w FC Schaffhausen, w którym zakończył swoją karierę.

## Kariera reprezentacyjna
W reprezentacji Szwajcarii Allemann zadebiutował 7 maja 1958 roku w przegranym 2:3 towarzyskim meczu ze Szwecją, rozegranym w Helsingborgu. W debiucie zdobył dwa gole. W 1962 roku został powołany do kadry na Mistrzostwa Świata w Chile. Na nich rozegrał trzy mecze: z Chile (1:3), z RFN (1:2) i z Włochami (0:3). W kadrze narodowej od 1958 do 1966 roku rozegrał 27 meczów, w których zdobył 9 bramek.